# Phytoseius rhabdifer
Phytoseius rhabdifer är en spindeldjursart som beskrevs av De Leon 1965. Phytoseius rhabdifer ingår i släktet Phytoseius och familjen Phytoseiidae. Inga underarter finns listade i Catalogue of Life.